# ورزشگاه استودیو فرانسا نادالو
ورزشگاه استودیو فرانسا نادالو (انگلیسی: Estádio França Ndalu)، ورزشگاهی در شهر لوآندا در کشور آنگولا است.
از سال ۲۰۱۱ تاکنون بازی‌های خانگی باشگاه فوتبال پریمیرو د آگوستو در این ورزشگاه برگزار می‌شود. گنجایش این ورزشگاه ۲۰ هزار نفر می‌باشد.